# Michael Reiter (policial)
Michael Reiter é um consultor de segurança americano que atuou anteriormente como delegado de polícia de Palm Beach, Flórida, de 2001 a 2009. Tendo atuado no Departamento de Polícia de Palm Beach desde 1981, ele esteve envolvido em várias investigações criminais de alto nível na cidade rica com vários residentes de destaque nacional, incluindo a morte por overdose de David Kennedy e a investigação criminal de Jeffrey Epstein. Reiter chamou a atenção internacional desde meados da década de 2000, quando iniciou a primeira investigação sobre Epstein, um investidor bilionário acusado de envolvimento em tráfico sexual de crianças, mais tarde condenado por solicitar menores de idade para prostituição.

## Infância e educação
Reiter cresceu em Pittsburgh, Pensilvânia. Enquanto atuava como policial, ele obteve vários diplomas universitários e certificações em aplicação da lei e segurança pública. Ele se formou em justiça criminal pela Universidade Atlântica da Flórida e possui mestrado em gestão de recursos humanos pela Universidade Atlântica de Palm Beach. Reiter também se formou na Academia Nacional do FBI e no Programa de Proteção Dignitária do Serviço Secreto dos Estados Unidos.